# Droppskivling
Droppskivling (Chamaemyces fracidus) är en svampart som först beskrevs av Elias Fries, och fick sitt nu gällande namn av Donk 1962. Droppskivling ingår i släktet Chamaemyces och familjen Agaricaceae.  Arten är reproducerande i Sverige. Inga underarter finns listade i Catalogue of Life.

## Bildgalleri

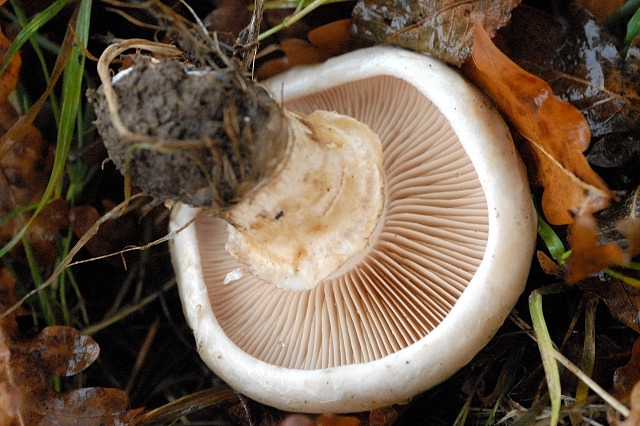